# Kids with Guns
Singles de Gorillaz
Dirty Harry
(2005) Stylo
(2010)
Kids With Guns est une chanson du groupe fictif Gorillaz dirigé par Damon Albarn, parue sur l'album Demon Days. C'est le dernier single tiré de cet album, et le seul single à double face-A puisqu'il a été publié avec El Mañana.
La chanteuse Neneh Cherry, qui répète les "Push it real, push it", a également participé aux chœurs.
Il a atteint la 27e place dans les charts anglais, "entachant" quelque peu la réputation des 3 autres singles de l'album (Feel Good Inc., DARE et Dirty Harry), tous trois classés dans le top 10 dès leur sortie (respectivement aux 2e, 1re et 6e places).
La photo de la pochette est soit l'image renversée d'un revolver normal, soit l'originale d'un exemplaire rare pour main gauche, le barillet tombant à droite de l'arme pour faciliter le rechargement avec la main libre.

## Analyse des paroles
Le titre est assez explicite quant au but de cette chanson : dénoncer les "Enfants avec des armes", donc la possibilité pour les jeunes de posséder une arme de plus en plus tôt. Ce phénomène pose surtout problème aux États-Unis, avec la légalisation du port d'arme qui engendra de terribles évènements (tel la fusillade du lycée Columbine).
Le texte décrit plusieurs états d'esprits : la sensation de puissance et la fascination provoquées par l'utilisation d'un pistolet (They're mesmerized : Ils sont hypnotisés), la distorsion de la réalité (Drinking out, pacifier : Se saoulant, s'apaisant / Vitamin souls, there you are : Des âmes droguées, où que vous soyez) et la destruction inévitable (Turning us into fire, turning us into monsters : Nous transformant en feu, en monstres).

## Clip Musical
La vidéo associée au single reprend des effets visuels utilisés lors de son interprétation au "Manchester Opera House", en novembre 2005, où l'on peut voir apparaitre des images en noir, rouge et blanc d'armes diverses, ainsi qu'une mention "23 mm.".

## Liste des titres
- CD  et Vinyle 7"

1. Kids With Guns
2. El Mañana
3. Stop the Dams

- DVD

1. El Mañana (Vidéo)
2. Kids With Guns (Vidéo)
3. Don't Get Lost In Heaven (Démo)
4. El Mañana (Animation)

- CD

1. El Mañana
2. Kids With Guns
3. Stop the Dams
4. Don't Get Lost In Heaven (Démo)
5. El Mañana (Video)

- Maxi-CD iTunes

1. El Mañana (Live à Harlem)
2. Kids With Guns (Vidéo)
3. Hong Kong (live à Manchester)
4. Stop the Dams